# محمد الغوري
السلطان معز الدين محمد الغوري كان يعرف سابقاً باسم شهاب الدين محمد بن سام الغوري (1162 - 15 مارس 1206) هو سلطان الدولة الغورية (1173-1206) وهي الدولة التي قامت على أنقاض الدولة الغزنوية التي كانت تملك بلاد الغور والأفغان والهند الشمالية حكمت (1148-1215). ومن هنا جاء لقبه وكان يتحدث اللغة الفارسية.
في عام 1206، ذهب إلى لاهور للقضاء على تمرد الخخار الهندوس. وبعد إخماده التمرد بقتل عشرات الآلاف من الخخار، أقفل عائداً إلى غزنة. وفي طريق عودته توقف للراحة في دامق، بالقرب من مدينة جهيلوم في مقاطعة الپنجاب. وأثناء صلاته صلاة العشاء قتله هندوسي من الخخار انتقاماً لقتله عشرات الآلاف منهم. وينسب بعض المؤرخين القاتل إلى جماعة گخار الهندوية المحلية، بدلاً من الخخار في لاهور. وبعض المؤخين ينسبون القاتل للحشاشين من الطائفة الإسماعيلية.